# Jan Turpin
Jan Turpin és el gegant més popular de la ciutat belga de Nieuwpoort. Els altres set gegants de la ciutat són: Goliath (4,50 m, 80 kg), Griete (4,50 m, 80 kg), Rosalinde (1,80 m, 35 kg), Puuptje (1,80 m, 35 kg), Hendrik Geeraert (4,50 m, 80 kg), Karel Cogge (4,50 m, 80 kg) i Jacqueline la bruixa (4,50 m, 80 kg). Jan Turpijn és, amb 10.40 m i 750 kg, el gegant transportat més gran d'Europa. El porten entre 24 persones.

## Història
Hi ha gegants documentats a Nieuwpoort des del 1494. Els relats d'aquella època ja apunten l'existència d'un gegant a la ciutat. Abans de la Primera Guerra Mundial, Goliath era el gegant de la ciutat catòlica i Griete la geganta liberal. El gegant Jan Turpin I va fer la seva primera aparició el 1926. Se li va donar el nom de l'alcalde de Nieuwpoort, que provenia de la regió francesa de Boulogne, que el 1489, durant el setge de Nieuwpoort, va demanar ajuda a les dones locals per a lluitar amb els seus marits ja cansats contra l'atac dels francesos. Les dones van lluitar tant que van poder expulsar els invasors. De fet, el nom de l'alcalde es va convertir en flamenc per al gegant Jan Turpijn. Durant la Segona Guerra Mundial, el gegant va ser cremat arran d'un bombardeig. El cap de coure, que havia estat desat en un lloc diferent, es va salvar. El gegant actual Jan Turpijn II data de 1963, l'any que es va commemorar el centenari de la ciutat. Cada tres anys una processó de gegants passa pel centre de la ciutat de Nieuwpoort amb més de 140 gegants.